# Jari-Matti Latvala
Jari-Matti Latvala (3 de abril de 1985) é um piloto finlandês de rali que compete no Campeonato Mundial de Rali. Seu co-piloto é Miikka Anttila desde o Rali da Alemanha de 2003.
Atualmente é chefe de equipe da Toyota Gazoo Racing WRT no campeonato mundial de Rally.

## Carreira
Latvala começou a dirigir com oito anos, após receber um Ford Escort de seu pai Jari Latvala, também piloto de rali e campeão finlândes do Grupo N em 1994. Aos dez anos, Latvala começou a praticar com um Opel Ascona em um lago congelado.

### WRC

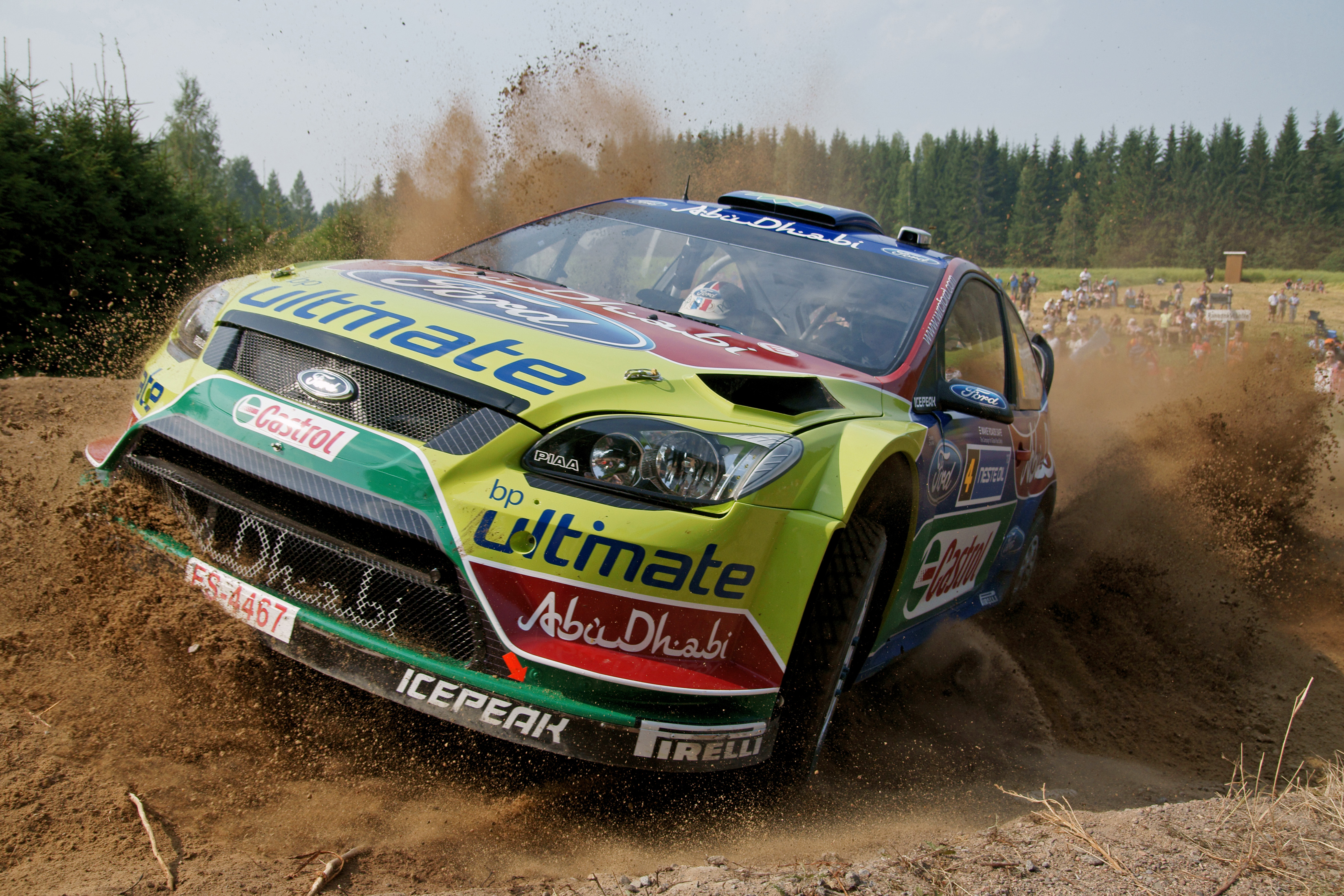
Jari-Matti Latvala, pilotando um Ford Focus RS WRC 09 no Rally da Finlândia de 2010.

O primeiro rali mundial de Latvala foi o Rali da Grã-Bretanha de 2002 aos 17 anos. Ele completou a prova na 17ª colocação com um Mitsubish Lancer Evolution VI. Em 2003, Latvala competiu em quatro eventos WRC com um Ford Focus WRC, terminando em décimo no Rali da Acrópole, 17º no Rali da Alemanha, 14º no Rali da Finlândia e décimo no Rali da Grã-Bretanha.
No dia 18 de Dezembro de 2020 Jari-Matti foi anunciado como novo chefe de equipe da Toyota Gazoo Racing pra disputa do campeonato mundial de Rally.

## Vitórias no WRC
| #  | Evento                                 | Temporada | Co-piloto      | Carro                 |
| -- | -------------------------------------- | --------- | -------------- | --------------------- |
| 1  | 57º Uddeholm Swedish Rally             | 2008      | Miikka Anttila | Ford Focus RS WRC 07  |
| 2  | 6º Rally d'Italia Sardegna             | 2009      | Miikka Anttila | Ford Focus RS WRC 09  |
| 3  | 40º Rally New Zealand                  | 2010      | Miikka Anttila | Ford Focus RS WRC 09  |
| 4  | 60º Rally Finland                      | 2010      | Miikka Anttila | Ford Focus RS WRC 09  |
| 5  | 67º Wales Rally GB                     | 2011      | Miikka Anttila | Ford Fiesta RS WRC    |
| 6  | 60º Rally Sweden                       | 2012      | Miikka Anttila | Ford Fiesta RS WRC    |
| 7  | 68º Wales Rally GB                     | 2012      | Miikka Anttila | Ford Fiesta RS WRC    |
| 8  | 59º Acropolis Rally                    | 2013      | Miikka Anttila | Volkswagen Polo R WRC |
| 9  | 62º Rally Sweden                       | 2014      | Miikka Anttila | Volkswagen Polo R WRC |
| 10 | 34º Rally Argentina                    | 2014      | Miikka Anttila | Volkswagen Polo R WRC |
| 11 | 64º Rally Finland                      | 2014      | Miikka Anttila | Volkswagen Polo R WRC |
| 12 | Rallye de France-Alsace                | 2014      | Miikka Anttila | Volkswagen Polo R WRC |
| 13 | 49º Rali de Portugal                   | 2015      | Miikka Anttila | Volkswagen Polo R WRC |
| 14 | 65º Rally Finland                      | 2015      | Miikka Anttila | Volkswagen Polo R WRC |
| 15 | 58ème Tour de Corse – Rallye de France | 2015      | Miikka Anttila | Volkswagen Polo R WRC |
| 16 | 30° Rally Guanajuato México            | 2016      | Miikka Anttila | Volkswagen Polo R WRC |
| 17 | 65º Uddeholm Swedish Rally             | 2017      | Miikka Anttila | Toyota Yaris WRC      |
| 18 | 27th Rally Australia                   | 2018      | Miikka Anttila | Toyota Yaris WRC      |